# Ludas
Ludas è un comune dell'Ungheria di 798 abitanti (dati 2001). È situato nella contea di Heves.